# Ďubákovo
Ďubákovo je obec v okrese Poltár v Banskobystrickém kraji na Slovensku. Leží v západní části Stolických vrchů. Nejbližší města jsou Hriňová vzdálena 27 km západně a Poltár vzdálen 31 km jižně. První písemná zmínka o obci pochází z roku 1553. Žije zde 79 obyvatel.